# 9 juin 1947
Le lundi 9 juin 1947 est le 160e jour de l'année 1947.

## Naissances
- Angus Houston
- Charles Rabemananjara, homme politique malgache
- Eugene Mallove (mort le 14 mai 2004), écrivain américain
- Françoise Demulder (morte le 3 septembre 2008), photographe française
- Guy Colsoul
- Hansheiri Inderkum, politicien suisse
- John Cassidy, joueur de basket-ball canadien
- Marco Antonio Boronat
- Mick Box
- Patrick Monckton, acteur britannique

## Décès
- Augusto Giacometti (né le 16 août 1877), peintre suisse
- J. Warren Kerrigan (né le 25 juillet 1879), acteur et cinéaste américain
- Jacob Shapiro (né le 5 mai 1899)

## Événements
- Création de musée national d'art moderne